# Czas (siłę w sobie mam)
Czas (siłę w sobie mam) è il terzo singolo della cantante dance polacca Barbara Hetmańska.
Il video musicale associato al brano è ispirato a Le avventure di Alice nel Paese delle Meraviglie. Le scene svolte nel video, come quella del Bianconiglio o dell'ingrandimento e del rimpicciolimento della cantante dopo aver mangiato un biscotto, sono simili a quelle del cartone animato. Il video inizia con una scena di una persona travestita da coniglio che sbuca in un albero e si nasconde in una siepe. Candy Girl, incuriosita, lo segue, e si immagina parte delle scene dell'opera.